# Knorpel

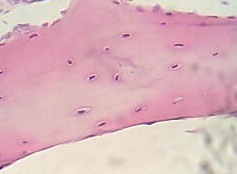
Hyaliner Knorpel im lichtmikroskopischen Bild

Knorpelgewebe (lateinisch cartilago) ist ein festes, sowohl druck- als auch biegungselastisches und gefäßloses Stützgewebe, das in der Entwicklung die Anlage des knöchernen Skeletts bildet. Es ist schneidbar und besteht wie die anderen Binde- und Stützgewebsarten aus Zellen und der sie umgebenden Interzellularsubstanz, die aus geformten und ungeformten Komponenten besteht.

## Aufbau

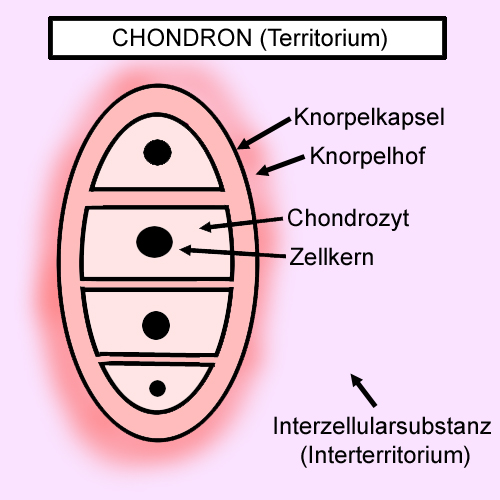
Schematisches Beispiel eines Chondrons

Zu den Knorpelzellen zählen Chondroblasten, Chondrozyten und Chondroklasten. Chondroblasten („Knorpelbildner“) sind die Vorläuferzellen der Chondrozyten. Sie stammen von mesenchymalen Stammzellen ab und bilden die aktive Form der Knorpelzelle, da sie alle Komponenten der Knorpelmatrix synthetisieren können. Sobald sie ihre Synthesefunktion eingestellt haben, differenzieren sie sich zu Chondrozyten, den eigentlichen Knorpelzellen. Diese sind kleiner als die Chondroblasten, kugelförmig, besitzen einen rundlichen Zellkern und enthalten viel Wasser, Fett und Glykogen. Ihre Anzahl, Lage und Dichte sind für jede Knorpelart spezifisch. Chondrozyten können sich im unausgereiften Zustand noch teilen, was zum charakteristischen Auftreten von „isogenen Gruppen“ führen kann. Sie entstehen, wenn die sich teilenden Zellen schon von Knorpelmatrix umgeben sind und so nicht mehr auseinanderweichen können. Isogene Gruppen sind Chondrozyten-Komplexe, bei denen jeder Komplex aus einem einzigen Chondrozyten entstanden ist. Die einzelnen Komplexe scheinen von einer Knorpelkapsel umgeben zu sein und in einer Knorpelhöhle (Lakune) zu liegen. Diese entsteht allerdings erst bei der Fixierung und spiegelt den ursprünglich von den Chondrozyten eingenommenen Platz wider. Daran schließt sich ein Knorpelhof an, der durch seine basophile Eigenschaft deutlich anfärbbar ist (= Territorium). Die isogenen Gruppen sind dabei meist säulenartig angeordnet. Die isogene Gruppe und ihr Territorium werden als „Chondron“ zusammengefasst. Sobald die Chondrozyten ausdifferenziert sind, verlieren sie ihre Fähigkeit zur Teilung. Als Chondroklasten bezeichnet man Fresszellen, die sich auf Knorpel spezialisiert haben. Sie sind wesentlich größer, durch Fusion aus mehreren Monozyten entstanden und somit meist mehrkernige Riesenzellen. Sie spielen die Hauptrolle beim Abbau des frühen Knorpel-Knochen-Modells (chondrale Ossifikation) zum späteren Knochen und sind auch an der Heilung nach Knochenbrüchen beteiligt.
Die Interzellularsubstanz besteht aus geformten und ungeformten Komponenten. Zu den geformten Komponenten zählt man den Faseranteil aus kollagenen bzw. elastischen Fasern, der bei den drei Knorpelarten unterschiedlich ausgeprägt ist. Die Hauptbestandteile der ungeformten Interzellularsubstanz sind Wasser (ca. 70 %), Proteoglykane (hauptsächlich Aggrecan) und Hyaluronsäure. Die Proteoglykane sind polyanionisch und ziehen deshalb Natriumkationen an, welche wiederum den Wassereinstrom bewirken.
Knorpelgewebe ist beim Erwachsenen frei von Gefäßen und Nerven. Die Ernährung der Zellen muss daher über Diffusion erfolgen. Dies geschieht entweder über eine bindegewebige, schützende Hülle (Perichondrium), welche den Knorpel als Knorpelhaut überzieht (Ausnahme: Gelenkknorpel), oder beim Gelenkknorpel über die Synovialflüssigkeit des Gelenkspaltes.

## Unterteilung
Die Zusammensetzung und der Faseranteil der Interzellularsubstanz bestimmen die Unterteilung des Knorpelgewebes in hyalinen Knorpel, elastischen Knorpel und Faserknorpel.

### Hyaliner Knorpel
Hyaliner Knorpel (auch „Glasknorpel“ genannt) hat eine hohe Druckelastizität. Deshalb findet man ihn überall dort, wo hauptsächlich Druckbelastungen auftreten, beispielsweise in den meisten Gelenkflächen. Die Chondrozyten liegen hier meist als Chondrone beieinander. Sie scheiden die durchsichtige Interzellularsubstanz (Zwischensubstanz, Extrazellularmatrix (EZM)) aus, in der sie selbst mit den kollagenen Fibrillen (hauptsächlich vom Typ II, aber auch vom Typ IX und XI) liegen. Da die Fibrillen denselben Brechungsindex wie die Interzellularsubstanz besitzen, erscheint der hyaline Knorpel im Lichtmikroskop meist als gleichmäßige Masse. Die Kollagenfibrillen sind hier also verdeckt (maskiert). Wenn jedoch mit dem Altern die Interzellularsubstanz abnimmt, werden einige der Fibrillen wieder sichtbar. Man bezeichnet sie als Asbestfasern. Die Abgrenzung zum Faserknorpel muss dann anhand der Gestalt und Anordnung der Chondrozyten erfolgen.
Im hyalinen Knorpel finden sich bereits frühzeitig Kalkeinlagerungen. Seine Gefäßarmut begünstigt zusammen mit der oft hohen mechanischen Belastung degenerative Prozesse. Im Gelenkknorpel fehlt das umgebende Perichondrium und damit auch die mesenchymalen Zellen, die zu Chondroblasten differenzieren können. Daher kann kaum Regeneration stattfinden. Die Ernährung des Knorpels erfolgt über die Synovia.
Hyaliner Knorpel kommt als Gelenk-, Rippen- und Nasenknorpel sowie in den Knorpelspangen der Luftröhre, in den Epiphysenfugen und im knorpelig präformierten Skelett vor. In der Hämatoxylin-Eosin-Färbung erscheint hyaliner Knorpel milchig-bläulich.

### Elastischer Knorpel
Elastischer Knorpel ist das zellreichste Knorpelgewebe. Er ähnelt in seiner Struktur dem hyalinen Knorpel, ist in seiner EZM jedoch zusätzlich von reichlich elastischen Fasern durchzogen. Diese Fasern bestehen aus Fibrillin, das mit amorphem Elastin assoziiert ist, und sind für die charakteristische gelbliche Farbe des elastischen Knorpels verantwortlich. Durch das Zusammenwirken dieser Komponenten ist elastischer Knorpel sehr druck- und biegeelastisch. Darüber hinaus zeigt er keine Tendenz zur Verkalkung.
Elastischer Knorpel kommt in der Ohrmuschel, dem äußeren Gehörgang, der Ohrtrompete, dem Kehldeckel, der Cartilago corniculata und den kleinen Bronchien vor.

### Faserknorpel
Faserknorpel wird auch als Bindegewebsknorpel bezeichnet. Er enthält weniger Zellen als hyaliner oder elastischer Knorpel, dafür aber die deutlich erkennbare Kollagenfasern vom Typ I.
Er kommt überall dort vor, wo Scherkräfte auftreten, beispielsweise im Faserring (Anulus fibrosus) der Zwischenwirbelscheiben (Bandscheiben), in der Schambeinfuge und anderen Symphysen, in den Gelenklippen (Labrum acetabulare, Labrum glenoidale) sowie in den Menisken.
Außerdem kommt er im Kiefergelenk und im Sternoclaviculargelenk (SCG) sowie übergangsweise bei der der sekundären Knochenheilung vor.

## Entstehung des Knorpelgewebes und sein Wachstum
Bei dem Vorgang der Knorpelentstehung, der auch als Chondrogenese bezeichnet wird, vergrößern sich zunächst die dicht zusammengelegenen Chondroblasten aus dem Mesenchym. Diese nehmen schließlich ihre Funktion auf und sondern dabei eine Matrix ab, die reich an Chondromukoprotein ist. Gleichzeitig wird Tropokollagen produziert und im Extrazellularraum als Kollagen abgelagert. Durch die Produktion dieser Substanzen rücken die Chondroblasten immer weiter auseinander. Gleichzeitig differenzieren sie sich zu Chondrozyten. Diese können entweder einzeln in der Matrix liegen oder sich durch Teilung vermehren und dann als isogene Gruppen vorkommen. Das Wachstum des Knorpels erfolgt somit hauptsächlich durch Größenzunahme der Interzellularsubstanz, was als intussuszeptionelles Wachstum bezeichnet wird und ausschließlich im Rahmen der Knorpelentstehung auftritt. Für das weitere Wachstum und in begrenztem Rahmen auch für die Regeneration des Knorpelgewebes ist hauptsächlich das Anlagerungswachstum (appostitionelles Wachstum) verantwortlich. Dabei kommt es zur Bildung von Knorpelgewebe von der Oberfläche her, also durch die Knorpelhaut. In ihrer inneren Schicht sitzen Chondroblasten, die die Matrix synthetisieren und sich noch mitotisch teilen können.

## Erkrankungen und Schädigungen des Knorpels
Bei Knorpelernährungsstörungen kommt es zu einem Verfall der zwischen den Chondrozyten gelegenen Matrix. Man spricht von einer Demaskierung des Knorpels. Die Oberfläche wird rau, das schränkt die Funktion des betroffenen Gelenkes ein, eine Arthrose entwickelt sich. Sehr häufig ist die Knorpelerkrankung der Kniescheibe (Chondropathia patellae), die relativ früh, schon bei Kindern, zu Schwierigkeiten führen kann. Im Brustkorb kann es, an der Grenze zwischen knöcherner und knorpeliger Rippe, zu bizarren Verkalkungen kommen, man nennt das Chondrokalzinose.
Polychondritis (von „Poly-“: griech. = viel, „chondr“: griech. chondros = Knorpel und „-itis“: Endung für entzündliche Erkrankungen; im englischen Sprachgebrauch relapsing polychondritis): Die rezidivierende Polychondritis ist eine extrem seltene Erkrankung mit zumeist schubartigen, manchmal aber auch dauerhaft anhaltenden Entzündungen des Knorpels. Beteiligt sein können alle Strukturen oder Organe, die aus Knorpel bestehen oder in denen knorpelige Bestandteile vorhanden sind.
Die Chondrose ist Ausdruck degenerativer Veränderungen des Knorpels. Bei Bandscheiben kommt es dabei zu einer Verschmälerung des Zwischenwirbelabstandes eines oder mehrerer Wirbelsegmente im Vergleich zu den restlichen, ohne Deckplattensklerosierung der Wirbelkörper. Die Höhe der Zwischenwirbelräume nimmt ab. Bei Blockwirbeln ist der Zwischenwirbelraum aufgehoben. Ursächlich kommen angeborene oder erworbene Störungen (degenerativ, entzündlich, operativ) in Frage. Chondrosen mit Beteiligung des darunterliegenden Knochens bezeichnet man als Osteochondrosen. Lösen sich dabei Knorpelstückchen aus dem Knorpelverband, wird dies als Osteochondrosis dissecans bezeichnet.
Knorpelstrukturen können auch beschädigt werden. Ein derartiger Schaden kann durch eine Vielzahl von Ursachen entstehen, sich aus einem unglücklichen Fallen oder einem Sportunfall (traumatisch), vorherigen Knieverletzungen (posttraumatisch) oder Verschleiß mit der Zeit ergeben. Die Ruhigstellung (Immobilisierung) über längere Zeit kann ebenfalls in Knorpelschäden resultieren.
Eine Schädigung des Knorpels, hervorgerufen durch eine Überbelastung wie zum Beispiel Jogging, wird häufig diskutiert, kann jedoch bislang nicht nachgewiesen werden. Wissenschaftliche Studien zeigen vielmehr eine gute Adaptation (Anpassungsfähigkeit) des menschlichen Knorpels an chronische Belastung, sofern noch kein Vorschaden vorhanden ist. Bei Langstreckenläufern zeigt sich eine Erholung der Knorpelstruktur bereits wenige Minuten nach Beendigung der sportlichen Aktivität.
In den vergangenen Jahrzehnten haben sich chirurgische Eingriffe zur Knorpelreparatur etabliert. Das Ziel einer Gelenkknorpel-Reparaturbehandlung ist die Wiederherstellung der Oberfläche des hyalinen Gelenkknorpels.